# Juventud Alianza Santa Lucía
Club Atlético de la Juventud Alianza – argentyński klub piłkarski z siedzibą w mieście Santa Lucía leżącym w prowincji San Juan.

## Osiągnięcia
- Udział w mistrzostwach Argentyny Nacional (3): 1967, 1975, 1985

## Historia
Klub założony został w 1905 roku pod nazwą Atlético de la Juventud. W dniu 20 listopada 1973 roku klub zmienił nazwę na Juventud Alianza. Obecnie gra w czwartej lidze argentyńskiej Torneo Argentino B.